# Тескей (Баткенская область)
Тескей (кирг. Тескей) — село в Кадамжайском районе Баткенской области Кыргызстана. Входит в состав айылного аймака Бирлик.

## География
Село расположено в восточной части области, на расстоянии приблизительно 43 километров (по прямой) к юго-западу от города Кадамжай, административного центра района. Абсолютная высота — 1818 метров над уровнем моря.

## Население
Согласно оценочным данным Национального статистического комитета Кыргызской Республики, численность населения села на начало 2023 года составляла 224 человека.
| год     | 2009 | 2014 | 2015 | 2020 | 2021 | 2023 |
| ------- | ---- | ---- | ---- | ---- | ---- | ---- |
| человек | 168  | 178  | 182  | 186  | 191  | 224  |